# Cilember
Cilember is een bestuurslaag in het regentschap Bogor van de provincie West-Java, Indonesië. Cilember telt 8481 inwoners (volkstelling 2010).